# Zbraň se směrovanou energií

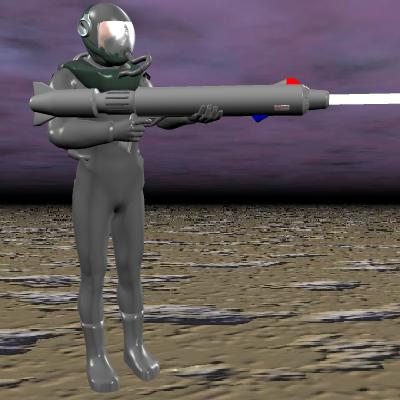
Grafikova představa jedné ze zbraní s řízenou energií

Zbraň se směrovanou energií (directed-energy weapon, DEW) je typ elektromagnetické zbraně, která emituje (tj. vyzařuje, vypouští, vysílá) energii cíleným směrem bez účasti munice v klasickém pojetí. Některé z těchto zbraní jsou předmětem science fiction, jiné takové již existují, popř. jsou ve fázi výzkumu a vývoje. Některé z těchto zbraní (i ty fiktivní) jsou známy jako smrtící paprsky či paprskové zbraně, s účelem zničit určitý předmět nebo zabít člověka či jinou živou bytost.
Energie, kterou zbraně s řízenou energií přesměrovávají, může být:
- elektromagnetické záření (typicky laser, maser)
- částice hmoty (zbraně částicového svazku, particle beam weapons)

## Rozdíly oproti klasickým zbraním
Rychlost energie putujících z těchto zbraní je rovna rychlosti světla v daném prostředí.
- Pro účely určování směru není třeba uvažovat gravitaci (počítat balistické křivky), ani rychlost větru.
- Rychlost světla prakticky eliminuje aspekt času mezi okamžikem vystřelení a zásahem/minutím cíle. Úspěch palby záleží pouze na správném zaměření cíle v okamžiku stisknutí spouště.
  - I když je cíl v pohybu, není nutné uvažovat předsazení (podle vzdálenosti pálit před něj, aby jej střela/energie zasáhla).
  - U pulsních výstřelů lze zanedbat, že by v čase působení zkřížil dráhu palby třetí objekt, překážka apod.
  - U pulsních výstřelů cíl nemá šanci reagovat (např. uhnout, vypustit klamné cíle…).

Při konstrukci a použití zbraní tohoto typu se nemusí řešit moment hybnosti:
- Zpětné reakce při vypálení, zpětný ráz. Podobně jako u reaktivního laserového pohonu sice fakticky takové reakce působí, ale lze je zanedbat.
- Síly, které by na zbraň kladla samotná munice, jako je tomu u kinetických typů zbraní. Stále bude potřeba např. přívodní kabel apod., ale takové vlivy lze opět zanedbat.